# Albert Delacour
Pour les articles homonymes, voir Delacour.
Denis-Albert Delacour, né le 23 août 1825 à Paris et mort le 1er décembre 1890 à Saint-Gabriel, est un homme politique français.

## Biographie
Fils d'Alexandre-Adolphe Delacour, il fit partie du conseil d'État, comme auditeur, de 1847 au 2 décembre 1851. Retiré, sous l'Empire, dans ses propriétés, il s'occupa particulièrement de l'élevage des chevaux.
Il fut élu, le 8 février 1871, représentant du Calvados à l'Assemblée nationale, s'inscrivit d'abord au groupe Feray, puis se sépara avec Target des républicains conservateurs, et, devenu membre du centre droit, appuya le gouvernement du 24 mai. Il fut l'auteur d'une proposition relative aux haras et aux remontes.
Conseiller général du Calvados pour le canton de Creully, il se représenta, comme candidat constitutionnel, aux élections législatives de 1876, et fut élu député de la 2e circonscription de Caen, le 20 février. Il reprit sa place entre le centre droit et le centre gauche, et ne fut pas des 363.

## Sources
- « Albert Delacour », dans Adolphe Robert et Gaston Cougny, Dictionnaire des parlementaires français, Edgar Bourloton, 1889-1891 [détail de l’édition]